# Панчулидзев, Семён Давыдович
Семён Давыдович Панчулидзев 2-й (1762 — 1817) — генерал-майор русской императорской армии из имеретинских дворян Панчулидзе, полковой, бригадный и дивизионный командир русской армейской кавалерии, герой Наполеоновских войн.

## Биография
Младший брат Алексея и Ивана Панчулидзевых. В четырёхлетнем возрасте был записан на военную службу кадетом в Сухопутный шляхетский кадетский корпус и 14 февраля 1785 года Панчулидзев был выпущен в звании поручика в Черниговский 29-й пехотный полк.
В ходе Русско-турецкой войны 1787—1791 гг. Панчулидзев штурмовал Анапу; принимал участие в польских событиях 1794 года; в составе войск генерала А. М. Римского-Корсакова, сражался в Швейцарском походе Александра Суворова.
29 ноября 1799 года Панчулидзев был произведён в чин полковника.
9 января 1803 года ему было доверено командование Павлоградским 2-м лейб-гусарским полком.

В ходе Войны третьей коалиции, за отличия в бою при Холлабрунне и баталии при Аустерлице Панчулидзев 12 января 1806 года был удостоен Ордена святого Георгия 4-го класса № 658 
В воздаяние отличного мужества и храбрости, оказанных в сражении против французских войск, где 24 октября при м. Этингене, командуя эскадроном Павлоградского гусарского полка, несколько раз опрокидывал неприятеля и всякое его покушение на наш левый фланг отвращал всегда мужественно, ноября 4 при Шенграбене с баталионом гусар при отступе закрывал пехоту и благоразумными распоряжениями, презирая опасность и сильного неприятеля, покушение его опрокидывал смело, 8 при Рауснице подкреплял сражающихся своею неустрашимостию и 16 следуя гораздо левее по высотам с третьею колонною наблюдал с особливым вниманием, дабы неприятель не мог ударить во фланг или зайти в тыл.
За отвагу выказанную в бою при Голымине был награждён золотой шпагой с надписью «За храбрость».
23 июля 1806 года Панчулидзев занял должность шефа Ингерманландского драгунского полка.
Сражался с наполеоновской армией во время Войны четвёртой коалиции и 12 декабря 1807 года получил чингенерал-майора.
Перед началом Отечественной войны 1812 года как старший по выслуге генерал-майор принял общее командование 2-й бригадой 2-го резервного кавалерийского корпуса барона Корфа в составе Ингерманландского и Каргопольского драгунских — и Польского уланского полков.

После вторжения французской армии в Россию Панчулидзев лично принял участие в ряде ключевых сражений Отечественной войны 1812 года: в под Островно, Смоленском, при Бородине, Тарутином, Вереей и Малоярославцем. Бригада Панчулидзева последней вышла из оставленной Наполеону Москвы. 3 июня 1813 года был отмечен Орденом Святого Георгия 3-го класса № 296 
В награду за отличную храбрость и мужество, оказанные в сражении против французских войск 4-6 ноября 1812 года под Красным.
После изгнания Наполеона из пределов Империи уже в качестве дивизионного командира — оставаясь при этом шефом Ингерманландского драгунского полка — принял участие в войне шестой коалиции, в ходе которой участвовал в битве при Бауцене, бою у Кацбаха, баталии при Дрездене, сражении при Бриенн-ле-Шато, стычке при Ла-Ротьере, противостоянии при Монмирайле, бою при Краоне, битве близ Лаоне и сражении при Фер-Шампенуазе.
1 июня 1815 года был отправлен в почётную отставку по состоянию здоровья.
Семён Давыдович Панчулидзев 2-й умер в Москве 14 декабря 1817 года и был похоронен в Спасо-Андрониковом монастыре города Москвы.
Был женат на Александре Ивановне Ступишиной (14.03.1784—27.06.1841), дочери Пензенского губернатора. После смерти мужа была назначена начальницей Белостокского института благородных девиц, но не успела вступить в должность так как скоропостижно умерла от воспаления в желудке. Была похоронена на Волковском кладбище.